# Bidasoa
Il fiume Bidasoa attraversa le province spagnole della Navarra e di Gipuzkoa.
È un fiume a carattere torrentizio ricco di trote e salmoni. Nasce nei Pirenei a Erratzu, in Navarra all'unione dei ruscelli Izpegi e Iztauz, sul versante sud del colle d'Otsondo, scende verso sud e sino alla località di Oronoz-Mugairi viene denominato Baztan.
Dopo Oronoz-Mugairi, dopo aver ricevuto le acque dal colle di Belate, riceve il nome di Bidasoa e sino a Endarlatsa scorre in Navarra. Da questa località, per i 10 km restanti, il fiume diventa la linea di confine tra la Spagna e la Francia (tra le province di Gipuzkoa e Pirenei Atlantici), forma l'Isola dei Fagiani, sino a gettarsi nelle acque del Golfo di Biscaglia, tra le località di Hendaye (punta de Sokoburu) e Hondarribia (Capo Higuer).

## Principali affluenti
- Ceberia, dal colle di Belate
- Iruribieta
- Ezkurra
- Latsa, dall'Arantza (Aranaz)
- Etxalar
- Arregi
- Onin

## Città attraversate
- Hendaye
- Hondarribia
- Irun

## Nella cultura di massa
Tra i documentari girati abbiamo Una svastica sopra il Bidasoa del 2013, basato sul documentario Im Landen der Basken girato da Herbert Brieger, soldato della Wehrmacht di stanza presso il confine segnato dal fiume durante la seconda guerra mondiale.

## Voci correlate

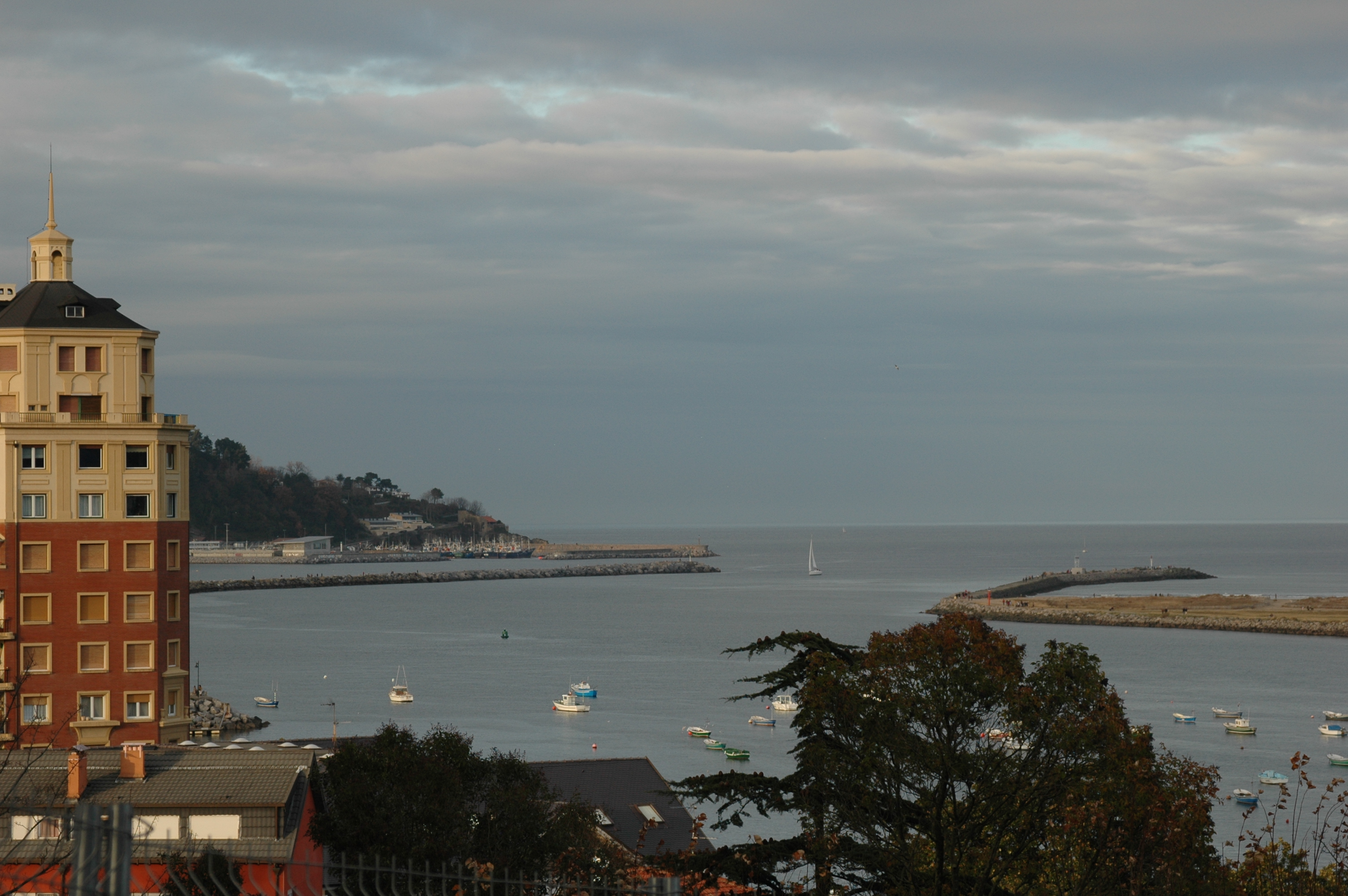
Hondarribia, vista sull'estuario del fiume Bidasoa